# عبد الرحمن بن زهير بن عبد عوف
عبد الرحمن بن زهير بن عبد عوف تابعي اسمه عبد الرحمن بن زهير بن عبد عوف بن عبد الحارث بن زهرة بن كلاب بن مرة بن كعب بن لؤي بن غالب بن فهر بن مالك بن النضر وهو قريش بن كنانة بن خزيمة بن مدركة بن إلياس بن مضر بن نزار بن معد بن عدنان، وهو ابن عم الصحابي عبد الرحمن بن عوف .

## يوم الحرة
كان عبد الرحمن بن زهير بن عبد عوف أحد قادة أهل المدينة الذين خاضوا وقعة الحرة ضد يزيد بن معاوية، وفيها أن أهل المدينة قد اتخذوا خندق وكان عبد الرحمن بن زهير بن عبد عوف وهو ابن عم عبد الرحمن بن عوف على ربع منهم، وكان عبد الله بن مطيع على ربع آخر وهم قريش في جانب المدينة، وكان معقل بن سنان الأشجعي وهو من الصحابة على ربع آخر وهم المهاجرون، وكان أمير جماعتهم عبد الله بن حنظلة الغسيل الأنصاري في أعظم تلك الأرباع وهم الأنصار .

## وفاته
لما كانت وقعة الحرة  كان عبد الرحمن بن زهير بن عبد عوف أحد قادة الألوية في الصراع مع الأمويين، وقاتل حتى قتل في وقعة الحرة في عام 63 هـ 683.

## وصلات خارجية
- وقعة الحرة وموت يزيد